# Varanus caudolineatus
Varanus caudolineatus є напівдеревним видом варанів із Західної Австралії.

## Опис
Varanus caudolineatus може виростати до 32 см у загальну довжину, але досягає статевої зрілості приблизно на 9,1 см у довжині морди до заднього проходу. Статевий диморфізм відсутній; самці та самки виглядають однаково і, як відомо, не відрізняються за розміром. Іноді його плутають із трохи більшим Varanus gilleni; це ще більше ускладнюється тим фактом, що північні популяції цього виду стають більшими і особливо нагадують V. gilleni.

## Розповсюдження
Крім того, V. caudolineatus можна відрізнити від V. gilleni на основі їхнього поширення, оскільки ці два види є алопатричними; V. caudolineatus зустрічаються лише в Західній Австралії, тоді як V. gilleni можна знайти в більшій частині центральної Австралії. Попри те, що їх відомий діапазон наразі не перекривається, додаткова вибірка може довести протилежне. Улюбленими місцями існування є луки, ліси та чагарники, і, здається, мешкає в широкому діапазоні середовищ, де домінують акація та спініфекс. Їх можна знайти під тріщинами пухкої кори, в дуплах дерев мульги та евкаліпта, а також під скелями.

## Трофічні зв'язки
Харчується цей вид дрібними членистоногими. Менших ящірок також вживають в їжу, особливо геконів, таких як Gehyra punctata, Gehyra variegata та Rhynchoedura ornata. Гекони, занадто великі для вбивства, все ще можуть бути атаковані, щоб з'їсти їхні автотомізовані хвости. Попри те, що він деревний, більшу частину їжі він здобуває на землі, іноді заходячи в нори в пошуках здобичі.
На вид полюють хижі птахи, змії, а також більші варани, такі як Varanus gouldii.

## Поведінка
Цей вид веде відносно сидячий спосіб життя, стаючи активним лише в найспекотніший час дня, коли температура досягає 30–45C, і навіть тоді подорожує лише на коротку (для варана такого розміру) середню відстань 34 метри від свого дерева. Вони будуть займати те саме дерево приблизно на 3 дні, але можуть не залишати його протягом 15 днів. Це також демонструє певну комунікабельність. До 4 особин можна зустріти в тісному товаристві на площі 500 м2.
Розмноження, ймовірно, відбувається в липні та серпні, після чого самки відкладають кладку з 4–5 яєць у період з листопада по грудень.